# Rodrigo III (obispo de Oviedo)
Rodrigo Díaz o Rodrigo III fue obispo de Oviedo entre los años 1243 y junio de 1249.  Acompañó al rey Fernando III el Santo cuando este se dirigió a Sevilla para posesionarse de la ciudad.
| Predecesor: Juan II | Obispo de Oviedo 1243 - 1249 | Sucesor: Pedro II |